# 西班牙皇家足球協會
西班牙皇家足球協會（西班牙語：Real Federación Española de Fútbol，簡稱RFEF），是西班牙足球运动的管理机构，負責管轄西班牙各級別足球聯賽（其中西甲和西乙與獨立機構西班牙职业足球联盟共同組織）、西班牙國王盃及各級別男女子的國家足球隊等足球賽事，總部設於马德里自治区的拉斯罗萨斯足球城内。

## 外部連結
- 官方網站（页面存档备份，存于） （西班牙文）
- 西班牙皇家足协的新浪微博